# WonderMedia

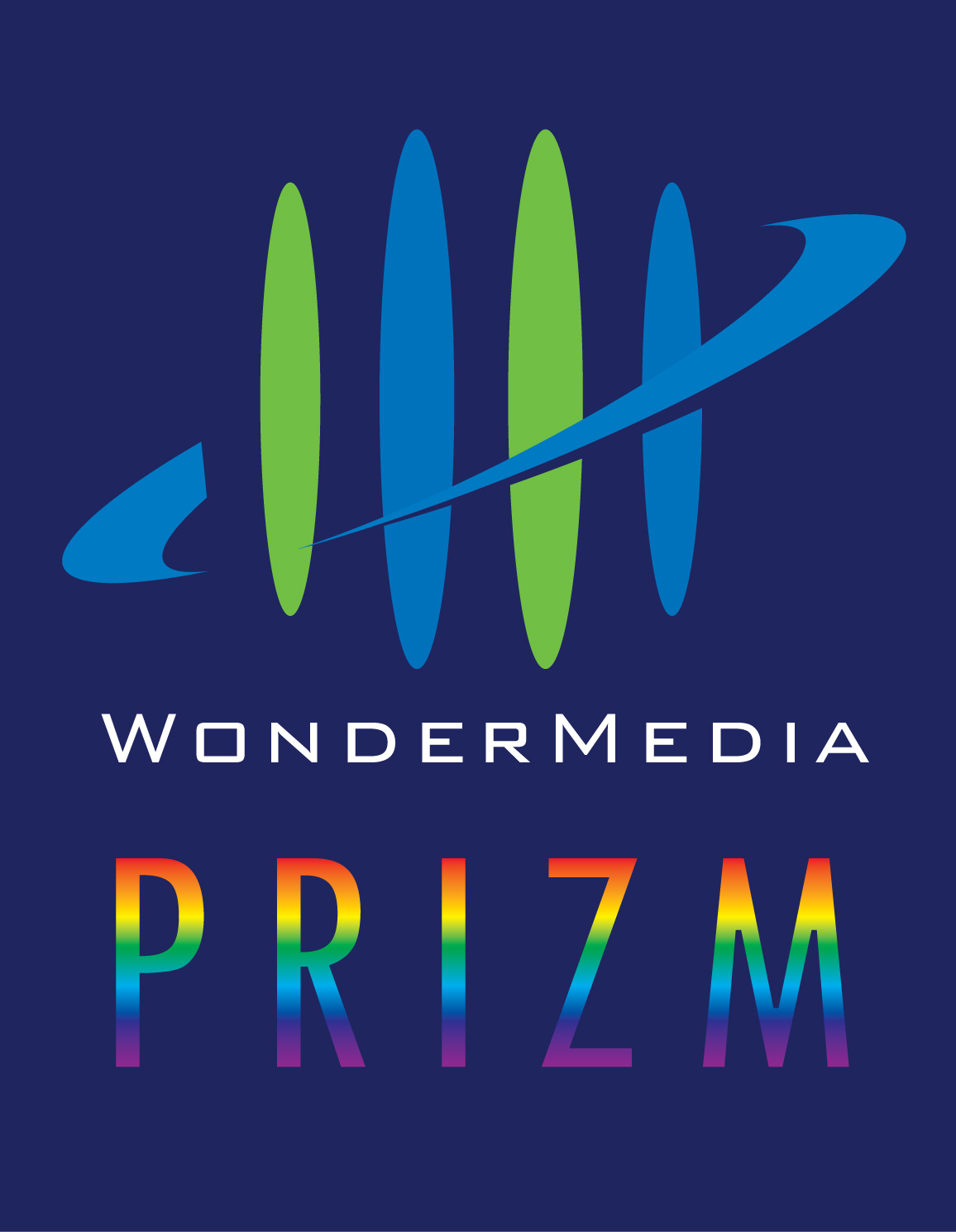
Logo de WonderMedia PRIZM

WonderMedia es una empresa fabless que diseña y vende SoC con sede en Taipéi, Taiwán. Es una subsidiaria de VIA Technologies. Destaca por crear los microprocesadores de bajo costo utilizados en muchos dispositivos chinos con sistema operativo Android y Windows CE. Los diseños de SoC se denominan colectivamente plataforma WonderMedia PRIZM y se basan en las implementaciones de referencia proporcionadas por ARM Holdings.
El dominio wondermedia.com.tw rechaza conexiones en la actualidad y desde 2019 en el Internet Archive todas las recopilaciones dan errores de conexión. Esto hace suponer que VIA decidió cerrar la empresa internalizando sus actividades pues sigue ofreciendo servicios y hardware ARM más moderno «ARM Software Engineering Services» (en inglés). VIA Technologies. Consultado el 27 de junio de 2021. y sus productos se encuentran en diferentes proveedores.

## Productos
| Modelo | fab | CPU                       | CPU               | CPU   | CPU       | GPU               | GPU       | Tecnología de memoria RAM |
| Modelo | fab | Conjunto de instrucciones | Microarquitectura | Cores | Frq (MHz) | Microarquitectura | Frq (MHz) | Tecnología de memoria RAM |
| ------ | --- | ------------------------- | ----------------- | ----- | --------- | ----------------- | --------- | ------------------------- |
| WM8505 |     | ARMv5                     | ARM926EJ-S        | 1     | 300 MHz   |                   |           |                           |
| WM8650 |     | ARMv5                     | ARM926EJ-S        | 1     | 600 MHz   |                   |           | DDR2/DDR3                 |
| WM8750 |     | ARMv6                     | ARM1176JZF        | 1     | 800 MHz   | Mali-200          |           | DDR2/DDR3                 |
| WM8850 |     | ARMv7                     | Cortex-A9         | 1     | 1000 MHz  | Mali-400          |           | DDR3/LPDDR2               |
| WM8860 |     | ARMv7                     | Cortex-A7         | 2     | 1200 MHz  | Mali-450          |           | DDR3/LPDDR2               |
| WM8880 |     | ARMv7                     | Cortex-A9         | 2     | 1500 MHz  | Mali-400MP2       |           | DDR3/LPDDR2               |
| WM8950 |     | ARMv7                     | Cortex-A9         | 1     | 1000 MHz  | Mali-400          |           | DDR3/LPDDR2               |
| WM8980 |     | ARMv7                     | Cortex-A9         | 2     | 1200 MHz  | Mali-400MP2       |           | DDR3/LPDDR2               |

Productos
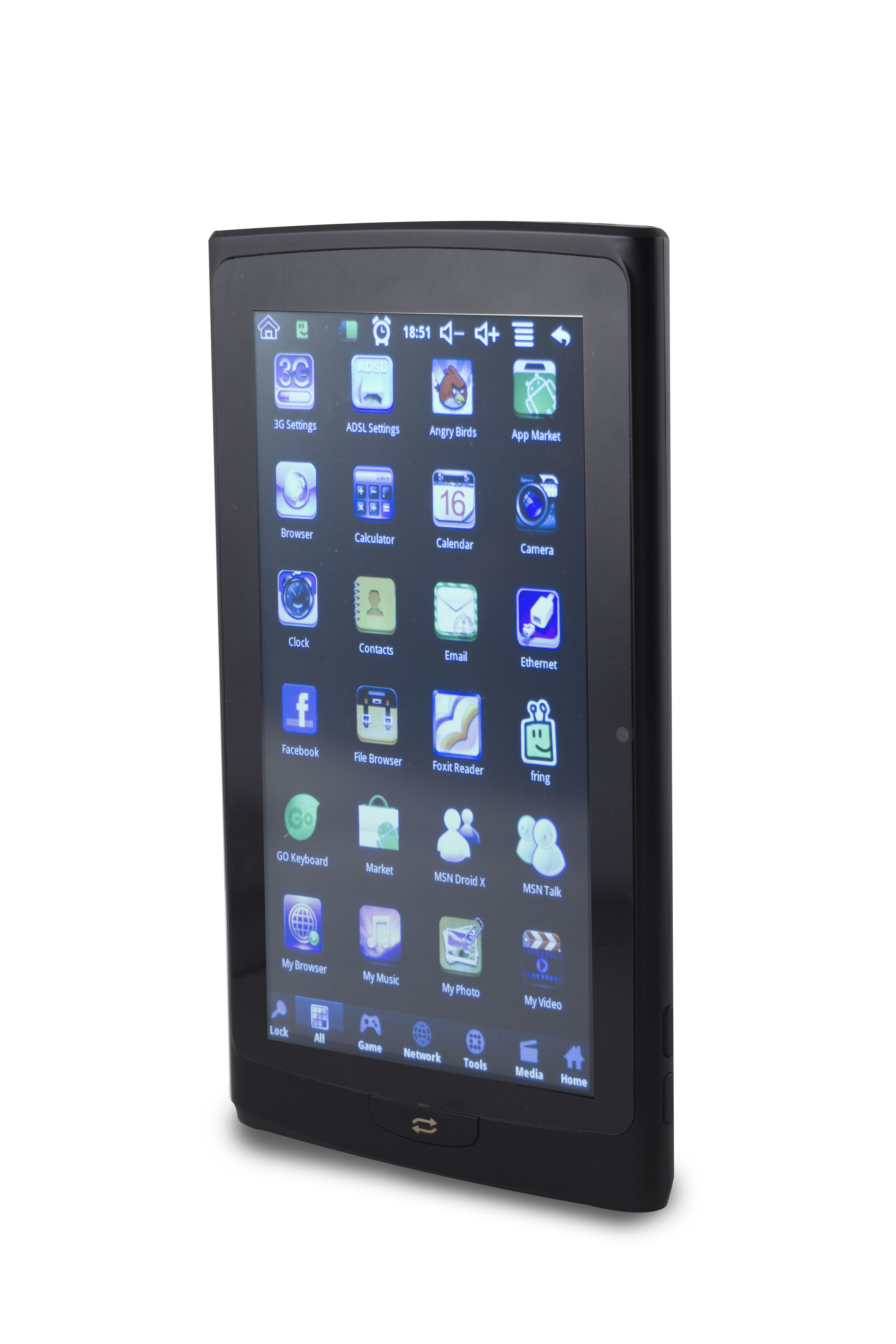
Tableta Wishtel IRA Thing con un WM8650
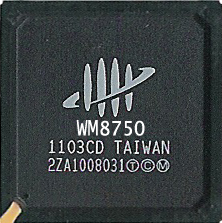
WM8750
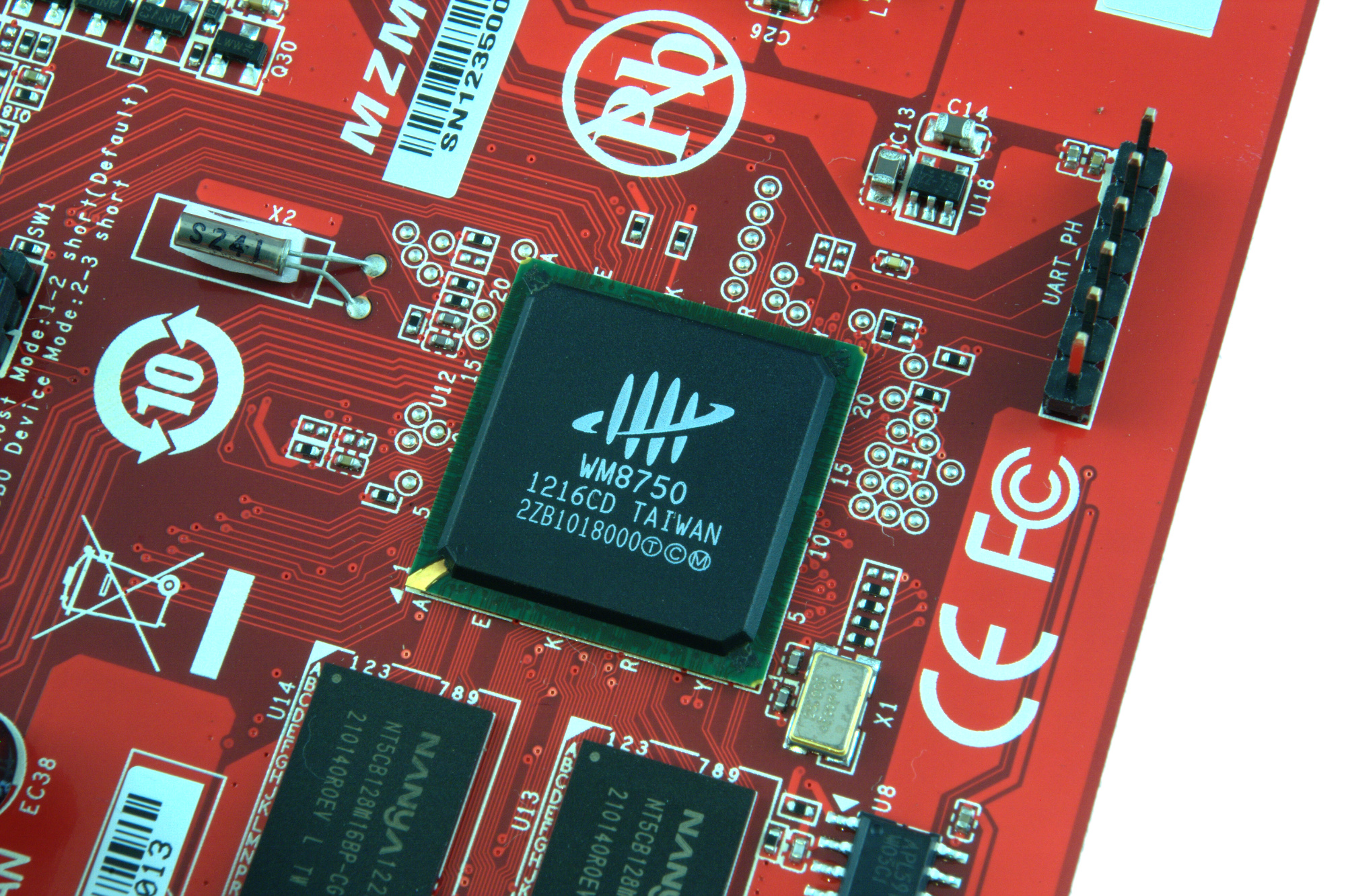
WM8750 en el VIA APC 8750
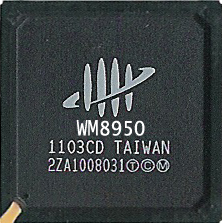
WM8950